# Carl Gustaf Rehnskiöld
Carl Gustaf Rehnskiöld, in het Duits: Karl Gustav Rehnschild (Stralsund, 6 augustus 1651 - Lägessta, 29 januari 1722) was een Zweedse veldmaarschalk en raadsman van koning Karel XII van Zweden.

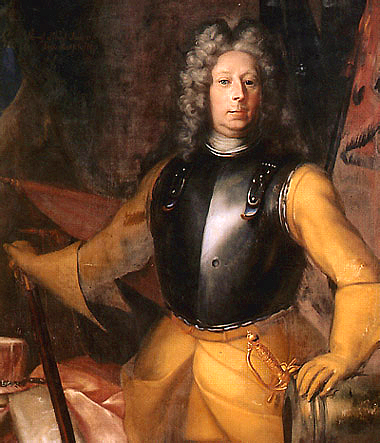
Carl Gustaf Rehnskiöld, graaf en veldmaarschalk in het Zweedse leger

Rehnskiöld was afkomstig van Zweeds-Pommeren en zijn familie stamde af van de Duitse adellijke familie von Keffenbrinck. Zijn carrière begon met de Schoonse Oorlog, waarna hij gouverneur van Skane werd (1698-1705). Zijn militaire en politieke glorietijd was in de vele jaren van de Grote Noordse Oorlog, zeker in de beginjaren toen Zweden successen boekte tegen de Russen en hun bondgenoten. Hij was de belangrijkste raadsman en vertrouweling van koning Karel XII van Zweden, bijgenaamd de laatste Viking. Zijn tijdgenoten trokken een verband tussen zijn relatie met koning Karel zoals tussen Alexander de Grote en Parmenion. Ondanks zijn strategisch vernuft leden de Zweden een zware en beslissende nederlaag bij Poltava (1709) tegen de Russen.
Van 1709 tot 1718 was graaf Rehnskiöld krijgsgevangene van de Russen. Naar verluidt kreeg de gevangen veldmaarschalk een comfortabele behandeling, op vraag van de tsaar Peter I van Rusland. In 1718, laatste jaar van Rehnskiöld's gevangenschap, sneuvelde koning Karel in het huidige Noorwegen (toen Denemarken). In Zweden zag men graaf Rehnskiöld meer en meer als diegene die de Russen het overwicht gaf in de Oostzee. Hij trok zich terug op zijn kastelen en overleed vier jaar later, op 70-jarige leeftijd.
- Gemeinsame Normdatei: 121061396
- International Standard Name Identifier: 0000 0000 3302 6996
- KulturNav: 85c59406-cbb5-495c-9dee-53756e97e456
- Library of Congress Control Number: n2002038323
- Virtual International Authority File: 27917560
- WorldCat: E39PBJrWDycRqYhvr9VQCPdWjC